# 圣汉斯海于根
圣汉斯海于根（挪威語：St. Hanshaugen，意为“圣汉斯之丘”）是位於挪威首都奧斯陸的一個區。圣汉斯海于根的外形呈現一個三角形，其名稱是來自於圣汉斯海于根公园。而圣汉斯海于根公园是奧斯陸面積最大的公園之一。